# Hrvatski vojnik
Hrvatski vojnik (Der kroatische Soldat) ist eine kroatische Militärzeitung und Internetpublikation. Sie wurde 1991 als „erste kroatische Militärzeitschrift“ gegründet und wird vom kroatischen Verteidigungsministerium herausgegeben.
Hrvatski vojnik berichtet über neueste Entwicklungen in der Militärtechnologie, der Militärgeschichte sowie Nachrichten über die Aktivitäten der kroatischen Streitkräfte im In- und Ausland.

## Geschichte
Ursprünglich erschien Hrvatski vojnik seit November 1991 als zweiwöchentliche Zeitung und wurde in dieser Form während des gesamten kroatischen Unabhängigkeitskrieges (1991–1995) veröffentlicht. In den letzten Kriegsmonaten, im Mai 1995, wurde Hrvatski vojnik als monatliches Militärjournal neu aufgelegt und zusammen mit dem neuen wöchentlichen Newsletter des Verteidigungsministeriums mit dem Titel Velebit (benannt nach der gleichnamigen Bergkette) veröffentlicht.
Im Jahr 2000 wurde Velebit in Obrana (Verteidigung) umbenannt. Beide Veröffentlichungen wurden in Design und Inhalt grundlegend geändert und es wurden einige neue Abschnitte eingeführt. Im Oktober 2004 wurde Obrana wieder mit Hrvatski vojnik verschmolzen, der dann wöchentlich veröffentlicht wurde.
Seit 2001 ist Hrvatski vojnik Mitglied der European Military Press Association.